# Hebe carnosula
Hebe carnosula é uma espécie de planta do gênero Hebe.